# Marcus Fabius Vibulanus (consul en -483)
Pour les articles homonymes, voir Fabius Vibulanus.
Marcus Fabius Vibulanus est un homme politique romain du Ve siècle av. J.-C., consul en 483 et 480 av. J.-C.

## Famille
Il est membre des Fabii Vibulani, une branche de la gens des Fabii. Il est fils de Kaeso Fabius Vibulanus. Il a deux frères, Kaeso Fabius Vibulanus, consul en 484, 481 et 479 av. J.-C., et Quintus Fabius Vibulanus, consul en 485 et 482 av. J.-C. Il est le père de Quintus Fabius Vibulanus, consul en 467, 465 et 459 av. J.-C. et décemvir en 450 et 449 av. J.-C.

## Biographie

### Premier consulat
Ses deux frères sont consuls avant lui, les deux années qui précèdent son premier consulat. Le premier, Quintus Fabius Vibulanus, rend la gens des Fabii impopulaire auprès du peuple après avoir reversé le fruit du butin au trésor public. Malgré tout, les patriciens réussissent à faire élire le second, Kaeso Fabius Vibulanus, l'année suivante, ce qui augmente la colère de la plèbe. En 483 av. J.-C., pour faire face à la plèbe, les patriciens parviennent à nouveau à faire élire un membre des Fabii. Vibulanus est élu consul avec Lucius Valerius Potitus Publicola, dont le nom est encore plus haï du peuple car il est l'un des questeurs qui a accusé le très populaire consul d'origine plébéienne Spurius Cassius Vecellinus, condamné à mort deux ans auparavant, à la fin de son mandat.
Durant leur mandat, les tribuns de la plèbe, dont Caius Maenius, se battent pour qu'une loi agraire favorable à la plèbe soit votée, mais les consuls s'y opposent fermement. Cette même année, des présages funestes se produisent et de nouvelles guerres éclatent. Ces évènements, interprétés comme conséquence de la colère des dieux, mènent à la condamnation à mort d'une vestale, Oppia, qui est enterrée vivante, comme le veut la tradition,.
Ses deux frères lui succèdent les deux années suivantes, période durant laquelle la lutte contre la plèbe continue et s'amplifie, avec des mutineries dans l'armée d'un de ses frères.

### Deuxième consulat
En 480 av. J.-C., il est de nouveau consul, avec Cnaeus Manlius Cincinnatus,. À nouveau, un tribun de la plèbe, Tiberius Pontificius, propose la loi agraire et s'oppose à la mobilisation de l'armée, mais les patriciens, aidés des autres tribuns de la plèbe corrompus, parviennent à effectuer la levée. C'est le début de la guerre contre Véies et contre l'Étrurie en général, qui dure jusqu'en 476 av. J.-C.
Les Étrusques lancent une grande offensive pour profiter de la faiblesse de Rome due aux luttes internes, qui ont déjà mené à des mutineries. Une fois les deux armées installées dans leurs camps respectifs, les consuls refusent le combat craignant leurs propres troupes et les Véiens tentent de les provoquer. Voyant que son collègue commence à céder aux demandes répétées de ses soldats d'engager le combat, Vibulanus fait jurer son armée devant les dieux qu'ils gagneront la bataille et ordonne à l'armée de sortir du camp pour faire face à l'ennemi.
Les Véiens, sûrs que les Romains se mutineraient comme face aux Èques dans la dernière guerre, sont d'abord repoussés, jusqu'à ce qu'un des trois frères, Quintus Fabius Vibulanus, tombe au premier rang. Alors Vibulanus et son frère Kaeso s'élancent au milieu de la mêlée entraînant avec eux toute l'armée. Le gros de l'armée étrusque est vaincu après une rude et longue bataille mais quelques cohortes tentent d'attaquer le camp romain et tuent le consul Cnaeus Manlius Cincinnatus, avant d'être massacrées par l'autre consul victorieux,.
Une fois de retour à Rome, le Sénat lui décerne le triomphe pour cette glorieuse victoire, mais il le refuse car
son collègue et un de ses frères sont tombés au combat et abdique avant la fin de son mandat de consul,. Il célèbre les funérailles des deux consulaires et recueille des soldats blessés, imité par d'autres membres de sa famille, permettant aux Fabii de regagner les faveurs du peuple. Son frère, à nouveau consul l'année suivante, souhaite retrouver la concorde entre plébéiens et patriciens et se prononce en faveur d'une répartition des terres entre les soldats, au lieu qu'elles soient ajoutées à l'ager publicus et accaparées par les patriciens, ce qui lui vaut l'opposition de son ordre. Véies est à nouveau prêt à marcher contre Rome et cette guerre continuelle, ainsi que les pertes des dernières batailles contre eux, précipitent le serment des Fabii, qui combattront seuls avec leurs clients contre les Véiens pour soulager la République de cet effort de guerre afin qu'elle puisse concentrer toutes ses forces contre les Volsques et les Èques.

### Désastre du Crémère
En 478 av. J.-C., Kaeso Fabius Vibulanus commande les forces des Fabii contre les Véiens. Attaqués une première fois par les Étrusques, les Fabii parviennent à les repousser grâce à l'intervention des légions et de la cavalerie du consul Lucius Aemilius Mamercinus. Mais l'année suivante, en 477, quasiment toute la gens des Fabii, dont Marcus Fabius Vibulanus, périt lors de la bataille du Crémère. Seul Quintus Fabius Vibulanus en réchappe, trop jeune pour participer à l’expédition. Il devient plus tard trois fois consul et décemvir,.